# Emil Nyberg
Emil Nyberg (* 19. Mai 2003) ist ein schwedischer Skirennläufer.

## Karriere
Nyberg gab sein internationales Renndebüt am 23. November 2019 bei einem Rennend der FIS-Entry League in Kåbdalis. 2022 wurde er bereits schwedischer Vizemeister im Super-G. Ein Jahr später nahm Nyberg an seinem ersten internationalen Großereignis, den Juniorenweltmeisterschaften in St. Anton am Arlberg, teil. Dort konnte er mit der schwedischen Mannschaft die Goldmedaille gewinnen. 2024 gewann er Silber im gleichen Wettbewerb. Zudem verpasste er gemeinsam mit Fabian Ax Swartz als Vierte in der Team Kombination nur knapp eine weitere Medaille. Auf die Drittplatzierten Österreicher Moritz Zudrell und Jakob Greber fehlten ihnen nur knapp zwei Zehntelsekunden.
Den bisher größten Erfolg feierte Nyberg bei den Winter World University Games 2025 in Turin. Bei den in Bardonecchia ausgetragenen Alpinbewerben gewann er Gold mit der Mannschaft sowie die Silbermedaille im Super-G hinter dem Spanier Ander Mintegui.

## Privates
Emily Nyberg ist der Neffe des Skirennläufers Fredrik Nyberg bzw. der Cousin von Lisa Nyberg.

## Erfolge

### Juniorenweltmeisterschaften
- St. Anton 2023: 1. Mannschaft, 16. Super-G, 21. Abfahrt, DNF Riesenslalom
- Haute-Savoie 2024: 2. Mannschaft, 4. Apine Team Kombination, 9. Riesenslalom, 11. Abfahrt, 14. Super-G

### Europacup
- Eine Platzierung unter den besten 30

### Winter World University Games
- Bardonecchia 2025: 1. Mannschaft, 2. Super-G, 10. Riesenslalom

### Weiter Erfolge
- 8 Siege bei FIS-Rennen
- Schwedischer Vizemeister in der Abfahrt (2025)
- Schwedischer Vizemeister im Super-G (2022, 2024)
- Bronze bei den schwedischen Meisterschaften im Riesenslalom (2023)